# Andrea Carè
Andrea Carè (Torino, 12 agosto 1981) è un tenore italiano. Nato a Torino, ha studiato al Conservatorio Giuseppe Verdi di Torino.

## Carriera
Il tenore italiano Andrea Carè è un rappresentante della scuola di Raina Kabaivanska, che è stato fatto conoscere dal leggendario soprano in persona ed è stato anche tra gli ultimi studenti che hanno avuto il privilegio di studiare con Luciano Pavarotti. È stato anche vincitore del Concorso internazionale di opera di Spoleto nel 2005.
Dal suo debutto è apparso con la Royal Opera House del Covent Garden, il Grand Théatre de Genève, la Royal Swedish Opera, il Teatro Bolshoi, il Gran Teatre del Liceu, il Teatro Regio di Torino, l'Opéra National du Rhin, l'Opera di Roma, la Deutsche Oper di Berlino, Opera di Stato di Amburgo, Teatro alla Scala, Teatro La Fenice di Venezia, Teatro Comunale di Bologna, Teatro Massimo di Palermo, Centro Nazionale delle Arti dello Spettacolo, Canadian Opera Company, Vancouver Opera, Palau de Les Arts di Valencia e Savonlinna Opera Festival.
I direttori con cui ha lavorato sono Daniele Callegari, Paolo Arrivabeni, Bruno Bartoletti, Riccardo Chailly, Gianandrea Noseda, Evelino Pidò, Domingo Hindoyan, Piergiorgio Morandi, Daniel Oren e Pinchas Steinberg, tra gli altri.
Tra i suoi impegni in ruoli operistici ricordiamo i ruoli principali di Don Carlo, Stiffelio, Samson e Sigurd e altri ruoli di spicco tra cui Gustavo (Un ballo in maschera), Cavaradossi (Tosca), Enzo Grimaldo (La Gioconda), Pollione (Norma), Giasone (Medea), Pinkerton (Madama Butterfly) e Ctirad (Šárka). Il suo cavallo di battaglia é Don Jose (Carmen), che ha interpretato con la Singapore Symphony Orchestra, il Teatro Bol'šoj di Mosca e, in particolare, alla Royal Opera House del Covent Garden.
Ha al suo attivo un'incisione del Nabucco in DVD con la Royal Opera House, insieme a Plácido Domingo, pubblicato su Sony Classical (2015).

## Premi e riconoscimenti
- 2014: Premio Beniamino Gigli